# Nunavut
Nunavut (Inuktitut: ᓄᓇᕗᑦ ) is het grootste, noordelijkste en jongste territorium van Canada. Het werd officieel afgesplitst van de Northwest Territories op 1 april 1999, via de Nunavut Act en de Nunavut Land Claims Agreement Act, alhoewel de grenzen reeds in 1993 getekend waren. De creatie van Nunavut resulteerde in de eerste grote verandering in de politieke kaart van Canada sinds de incorporatie van de provincie Newfoundland en Labrador in 1949.

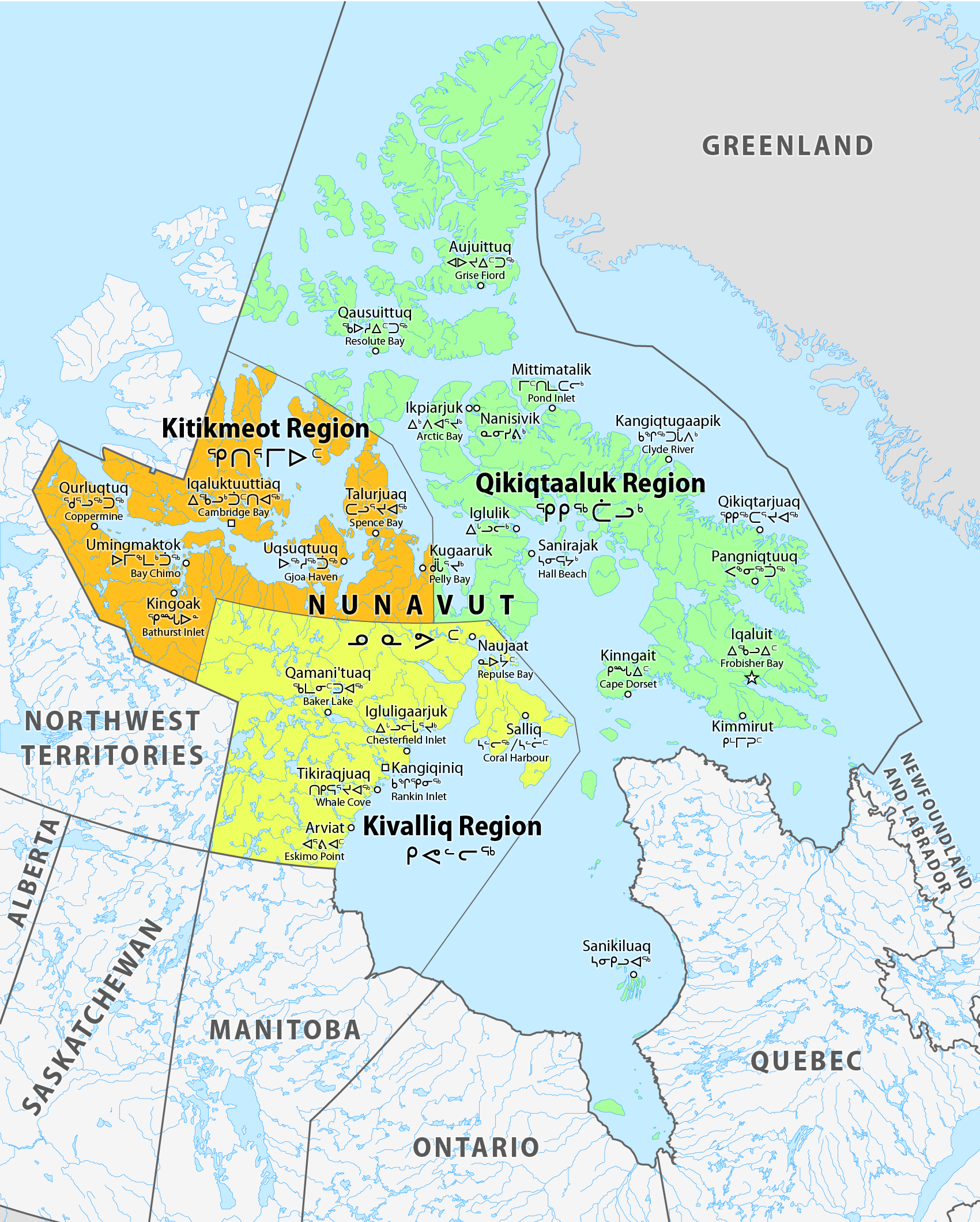
Indeling van Nunavut in drie regio's.

Nunavut neemt een groot deel in van het noorden van Canada, en het overgrote deel van de Canadese Arctische Eilanden. Zijn grote oppervlakte maakt het het vijfde grootste landsdeel ter wereld en tegelijk het grootste landsdeel van geheel Amerika (ongeveer 18% groter dan Alaska). De hoofdstad Iqaluit (vroeger "Frobisher Bay"), in het oosten van Baffineiland, werd verkozen door het Hoofdstadsreferendum van Nunavut in 1995. Andere belangrijke gemeenten zijn onder andere de regionale centra Rankin Inlet en Cambridge Bay. Binnen de grenzen van Nunavut ligt ook onder andere in het verre noorden Ellesmere-eiland, in het westen de oostelijke en zuidelijke delen van Victoria-eiland en in het verre zuiden Akimiski-eiland in de Jamesbaai. Het is de enige geo-politieke regio in Canada die niet via de weg verbonden is met de rest van Noord-Amerika.
Nunavut is zowel het minst bevolkte gebied, als het grootste in oppervlakte van alle territoria en provincies van Canada. Het is een van de meest afgelegen en dunstbevolkte gebieden op aarde, en telde in 2011 31.906 inwoners. De meesten hiervan zijn Inuit, verspreid over een gebied dat even groot is als West-Europa, Mexico of Indonesië. In Nunavut ligt ook de meest noordelijk gelegen permanente nederzetting op aarde, namelijk Alert. Een weerstation iets zuidelijker op het Ellesmere-eiland, Eureka, heeft de laagste gemiddelde jaartemperatuur van alle weerstations in Canada.

## Etymologie
Nunavut betekent "ons land" in het Inuktitut.

## Geografie

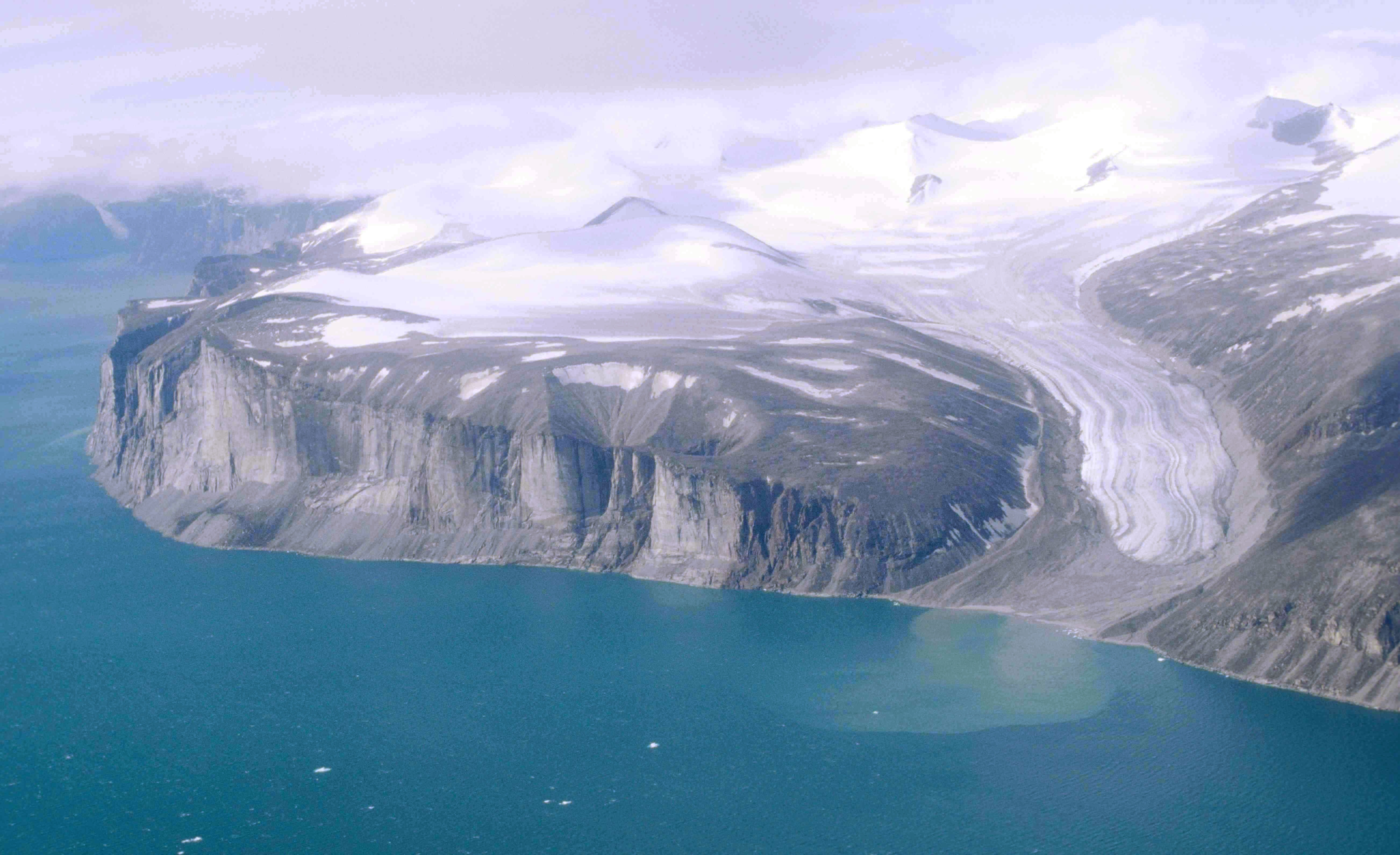
Deel van de noordoostkust van Baffineiland

Nunavut bestaat uit 1.877.787 km² land en 160.935 km² water in Noord-Canada. Het territorium bestaat uit delen van het vasteland, het overgrote deel van de Canadese Arctische Eilanden en alle eilanden die liggen in de Hudsonbaai, Jamesbaai en Ungavabaai (ook de Belchereilanden), die vroeger deel uitmaakten van de Northwest Territories. Dit alles maakt het de vijfde grootste subnationale regio ter wereld. Als Nunavut een land zou zijn, zou het op de 15e plaats staan in de lijst met grootste landen.
Nunavut heeft zowel op het vasteland als op verschillende eilanden landgrenzen met de Northwest Territories. In het zuiden grenst het vasteland met de provincie Manitoba, in het zuidwesten grenst het op één punt aan Saskatchewan en het heeft ook een heel klein stukje grens met Newfoundland en Labrador op Killiniq Island. Het heeft ook maritieme grenzen met Québec, Ontario, Manitoba en Groenland.
Het hoogste punt van Nunavut is de Barbeau Piek (2.616 m) op Ellesmere-eiland. Dat is het hoogste punt van de Arctische Cordillera, een enorme cordillera die zich over onder meer Ellesmere-eiland, Devoneiland en Baffineiland uitstrekt. De bevolkingsdichtheid is 0,015 mensen per km², een van de laagste ter wereld. Als vergelijking: Groenland heeft ongeveer dezelfde oppervlakte en bijna dubbel zoveel inwoners.

### Klimaat
Wegens zijn hoge breedteligging ondervindt Nunavut in de meeste gebieden een poolklimaat
| Locatie       | Juli (°C)         | Januari (°C)         |
| ------------- | ----------------- | -------------------- |
| Eureka        | max. 8°/ min. 2°  | max. −33°/ min. −40° |
| Alert         | max. 6°/ min. 1°  | max. −28°/ min. −36° |
| Iqaluit       | max. 12°/ min. 4° | max. −22°/ min. −30° |
| Clyde River   | max. 8°/ min. 0°  | max. −23°/ min. −31° |
| Coral Harbour | max. 14°/ min. 4° | max. −26°/ min. −34° |
| Byron Bay     | max. 13°/ min. 5° | max. −29°/ min. −36° |

## Geschiedenis
Zie ook: Paleo-Eskimo's, Pre-Dorsetcultuur, Dorsetcultuur en Eskimo's.

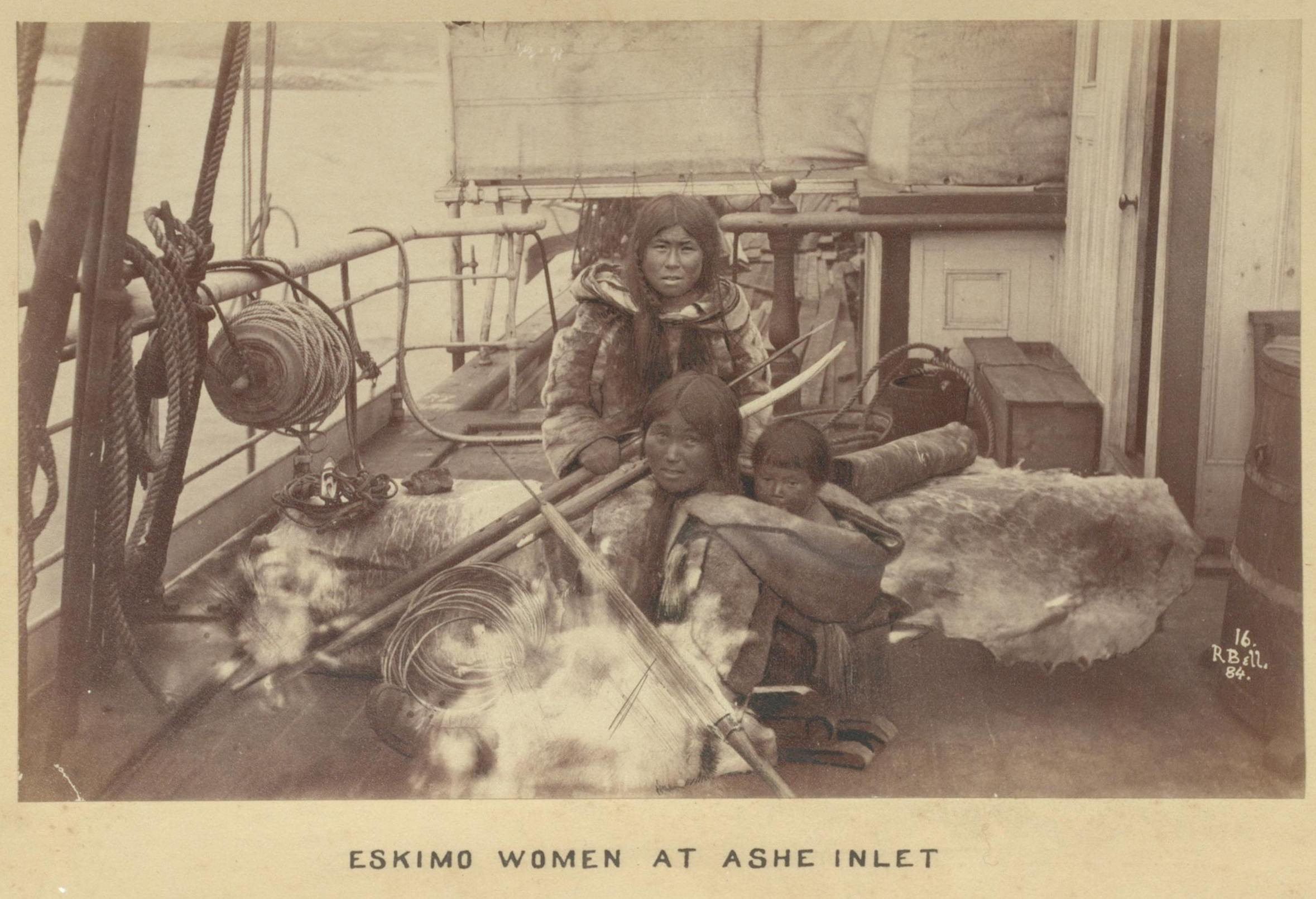
Inuitvrouwen bij Ashe Inlet in 1884

De regio die vandaag gekend is als Nunavut, is en was een woonplaats voor verschillende inheemse volkeren gedurende de voorbije 4.000 jaar. De meeste historici identificeren Baffineiland met het Helluland beschreven in de Noorse sagas, dus het is mogelijk dat de inwoners van dit gebied occasioneel contact hadden met Noorse zeilers.

### Archeologische vondsten
In september 2008 rapporteerden onderzoekers over eerder en recent gevonden archeologische vondsten, zoals garen gesponnen van hazenhaar, ratten, kerfstokken, een uit hout gesneden masker met Europide kenmerken, en mogelijk ook bouwmateriaal. Deze artefacten werden gevonden in vijf seizoenen van opgravingen bij Kaap Tanfield, vlak bij Kimmirut. Archeologen zagen hierin bewijs dat Europeanen nog voor het jaar 1000 handel dreven en zich misschien zelfs vestigden op Baffineiland. Ze lijken te bewijzen dat er durend contact was tot misschien zelfs 1450. De oorsprong van dit contact met de Oude Wereld is onduidelijk. In het artikel staat (vrij vertaald vanuit het Engels): "Door het dateren van een deel van het garen en andere artifacten, die vermoedelijk door Vikingen op Baffineiland werden achtergelaten, zijn we bij jaartallen uitgekomen die teruggaan tot meerdere eeuwen vòòr de periode van de Vikingen. Dus [...] moeten we de mogelijkheid in acht nemen, hoe klein die ook lijkt, dat deze vondsten bewijs leveren voor contact met Europeanen nog voor de Vikingen voet zetten op Groenland."

### Eerste geschreven vermeldingen
De eerste geschreven vermeldingen van het hedendaagse Nunavut zijn uit het jaar 1576, door een Engelse ontdekkingsreiziger. Terwijl Martin Frobisher op zoektocht was naar de Noordwestelijke Doorvaart, dacht hij dat hij gouderts had ontdekt in een baai die vandaag bekendstaat als de Frobisherbaai op Baffineiland. Deze erts bleek uiteindelijk waardeloos te zijn, maar Frobisher maakte het eerste vastegelegde contact met de Inuit. Andere ontdekkingsreizigers die op zoek waren naar de Noordwestelijke doorvaart volgden in de 17e eeuw, zoals Henry Hudson, William Baffin en Robert Bylot.

### Koude Oorlog
Cornwallis en de Ellesmere-eilanden spelen een rol in de geschiedenis van de Koude Oorlog in de jaren 1950. Omdat ze bewust waren van de strategische geo-politieke locatie van het gebied, dwong de federale overheid de relocatie van een groep Inuit van de Hoogarctische gebieden van noordelijk Québec naar de in Nunavut gelegen nederzettingen Resolute en Grise Fiord. In deze vijandige en hun onbekende omstandigheden verhongerden ze, maar ze werden gedwongen er te blijven. Veertig jaar later bracht de Koninklijke Commissie voor Inheemse Volkeren een rapport uit getiteld: The High Arctic Relocation: A Report on the 1953–55 Relocation (De Hoogarctische relocatie: Een rapport op de relocatie van 1953-55). De overheid betaalde schadevergoedingen aan de getroffenen en hun nageslacht, maar ze verontschuldigde zich nooit.

### Recente geschiedenis
In 1976 werd er, als deel van de landopeisingsonderhandelingen tussen de Inuit Tapiriit Kanatami (toen de "Inuit Tapirisat van Canada") en de Overheid van Canada, gediscussieerd over de opsplitsing van de Northwest Territories om zo een apart territorium te creëren voor de Inuit. Op 14 april 1982 werd een Referendum over de opdeling van de Northwest Territories gehouden in de hele Northwest Territories. Een meerderheid van de inwoners was voorstander en de federale overheid gaf een gedeeltelijke goedkeuring zeven maanden later.
Het akkoord werd gesloten in september 1992 en daarna goedgekeurd in het Referendum over de creatie van Nunavut door bijna 85% van de mensen die woonden in wat Nunavut zou worden. Op 9 juli 1993 werden de "Nunavut Land Claims Agreement Act" en de "Nunavut Act" goedgekeurd door het Parlement van Canada. De transitie om het Nunavutterritorium te creëren werd voltooid op 1 april 1999. De creatie van Nunavut had als gevolg een groei in de hoofdstad Iqaluit, er trad een sterke bevolkingsgroei op van 5.200 mensen in 2001 tot bijna 6.700 mensen in 2011.

## Demografie

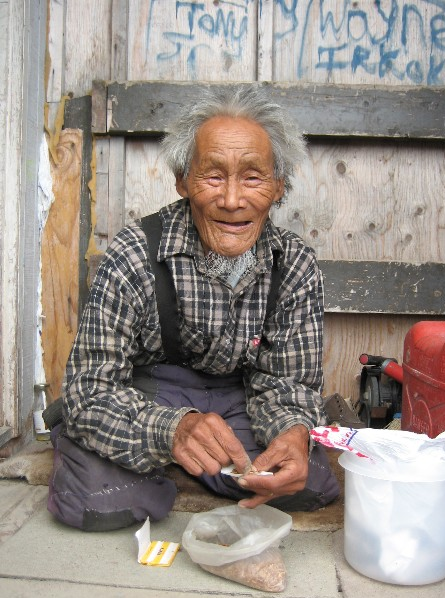
Een Inuitman uit Arviat

Zie ook: Lijst van nederzettingen in Nunavut
Volgens de Canadese volkstelling van 2011 telde Nunavut 31.906 inwoners, dit is een stijging van 8,3% vergeleken met 2006. 24.640 mensen (83,6%) identificeerden zichzelf als Inuit, 100 mensen (0,3%) als First Nations, 130 mensen (0,4%) als Métis en 4.410 (15,0%) als niet-inheems.
Het bevolkingsgroeicijfer van Nunavut is al verschillende decennia hoger dan het Canadese gemiddelde, grotendeels omdat de geboorteratio ver boven het Canadese gemiddelde ligt. Deze trend zet zich voort. Nunavut heeft weliswaar een groot netto verlies van bevolking omdat vele Inuit het gebied verlaten voor betere economische opportuniteiten elders.
| Plaats        | 2011  | 2006  | 2001  | Groei 2001-2011 |
| ------------- | ----- | ----- | ----- | --------------- |
| Iqaluit       | 6.699 | 6.184 | 5.236 | 27,94%          |
| Arviat        | 2.318 | 2.060 | 1.899 | 22,06%          |
| Rankin Inlet  | 2.266 | 2.358 | 2.177 | 0,04%           |
| Baker Lake    | 1.872 | 1.728 | 1.507 | 24,22%          |
| Cambridge Bay | 1.608 | 1.477 | 1.309 | 22,84%          |
| Pond Inlet    | 1.549 | 1.315 | 1.220 | 26,97%          |
| Igloolik      | 1.454 | 1.538 | 1.286 | 13,06%          |
| Kugluktuk     | 1.450 | 1.302 | 1.212 | 19,64%          |
| Pangnirtung   | 1.425 | 1.325 | 1.276 | 11,68%          |
| Cape Dorset   | 1.363 | 1.236 | 1.148 | 18,73%          |

### Taal
Samen met de Inuittalen (onder andere Inuktitut en Inuinnaqtun) zijn ook Frans en Engels officiële talen.
In het in 2000 uitgebrachte rapport van Ian Martin van de Universiteit van York (Aajiiqatigiingniq Language of Instruction Research Paper) staat dat er "overal een bedreiging op lange termijn bestaat van het Engels tegenover de Inuittalen en dat de huidige schoolgang deze bedreiging mee in de hand zou werken als de Nunavutse scholen het model van de Northwest Territories ook zouden volgen". Hij heeft een 20-jaren taalplan gemaakt om tegen 2020 van Nunavut een "volledig functionele tweetalige maatschappij in het Engels en Inuktitut te maken". Het plan heeft verschillende modellen, waaronder:
- het Qulliq-model, voor de meeste gemeenten in Nunavut, met het Inuktitut als hoofdtaal in de scholen.
- het Inuinnaqtun-onderdompelingsmodel, voor het terugwinnen en revitaliseren van het Inuinnaqtun als een levende taal.
- het Gemengde-bevolkingsmodel, vooral voor Iqaluit (mogelijks ook voor Rankin Inlet), omdat de 40% Qallunaat (niet-Inuit) andere vereisten hebben.

Van de 29.065 antwoorden bij de volkstelling over de "moedertaal" waren de resultaten:
| 1. | Inuktitut   | 20,185 | 69,54% |
| 2. | Engels      | 7,765  | 26,75% |
| 3. | Frans       | 370    | 1,27%  |
| 4. | Inuinnaqtun | 295    | 1,02%  |
| /  | Andere      | 490    | 1,69%  |

Volgens de volkstelling van 2006 waren er 2.305 mensen (7,86%) die geen kennis hadden van een van Canada's nationale talen (Engels of Frans).

### Geloof
De grootste kerkgenootschappen waren volgens de volkstelling van 2001 de Anglicaanse Kerk van Canada met 15.440 gelovigen (58%), de Rooms-katholieke kerk (Rooms-katholiek bisdom van Churchill-Baie d'Hudson) met 6.205 gelovigen (23%) en de pentecosten met 1.175 gelovigen (4%). In totaal is zo'n 93,2% van de bevolking Christen.

## Economie
De economie van Nunavut bestaat uit: mijnbouw; exploratie van olie-, gas- en mineralenreserves; het maken van traditionele kunst; jagen; vissen; walvisjacht; toerisme; transport; educatie (Nunavut Arctisch College); huizenbouw, het leger en onderzoek (zoals het nieuwe Canadees Hoogarctisch Onderzoekscentrum CHARS dat gepland is in Cambridge Bay en het Alert Bay Station in het hoge noorden). In Iqaluit wordt jaarlijks in april het Nunavut Mining Symposium gehouden, dit is een handelsshow die de vele economische activiteiten die zich afspelen in Nunavut belicht.

### Mijnen en exploratie
De enige mijn die op dit moment (2013) in werking is, is Agnico-Eagle Mines Ltd - Meadowbank Division. Meadowbank is een kuilmijn 70 km ten noorden van Baker Lake met een geschatte levensduur van 2010 t.m. 2018 en stelt 678 mensen te werk. De kosten om één ons (~31 gram) goud te produceren zijn $913. In het noorden van Nunavut liggen grote reserves van steenkool, aardolie en aardgas en deze gebieden worden steeds meer bekeken om in de toekomst te exploiteren.

### Toekomstige geavanceerde mijnprojecten
Er zijn heel wat locaties die in de toekomst tot zeer nabije toekomst hoogstwaarschijnlijk geopend zullen worden.
| Naam                                     | Bedrijf                  | In de regio van                                          | Grondstof                 |
| ---------------------------------------- | ------------------------ | -------------------------------------------------------- | ------------------------- |
| Mary River                               | Baffinland Iron Mines    | Pond Inlet                                               | IJzererts                 |
| Meliadine Gold                           | Agnico-Eagle             | Rankin Inlet                                             | Goud                      |
| Back River Project                       | Sabina Gold & River Corp | Bathurst Inlet                                           | Goud                      |
| Izok Corridor Project                    | MMG Resources Inc        | Kugluktuk                                                | Goud, Koper, Zilver, Zink |
| Hackett River                            | Xstrata Zinc Canada      | Kugluktuk                                                | Koper, Lood, Zilver, Zink |
| Chidliak                                 | Peregrine Diamonds Ltd   | Iqaluit / Pangnirtung                                    | Diamanten                 |
| Committee Bay, Three Bluffs Gold Project | North Country Gold Ltd.  | Repulse Bay                                              | Goud                      |
| Kigavik                                  | Areva Resources          | Baker Lake                                               | Uranium                   |
| Hope Bay Doris North Mine                | TMAC Holdings            | Cambridge Bay                                            | Goud                      |
| Roche Bay                                | Advanced Exploration     | Hall Beach                                               | IJzererts                 |
| Ulu and Lupin                            | Eligin Mining Ltd        | Contwoytomeer - verbonden met Yellowknife via een ijsweg | Goud                      |
| Storm Copper Property                    | Commander Resources Ltd  | Taloyoak                                                 | Koper                     |

### Vroegere mijnen
| Naam                  | Periode     | Delfstof                  | Locatie                                                                   | Extra info |
| --------------------- | ----------- | ------------------------- | ------------------------------------------------------------------------- | --- |
| Lupinmijn             | 1982 - 2005 | goud                      | Niet ver van de grens met de Northwest Territories, bij het Contwoytomeer | Huidige eigenaar v.h. terrein is Elgin Mining Ltd.                                                                             |
| Polarismijn           | 1982 - 2002 | lood en zink              | Ligt op Klein Cornwalliseiland, niet ver van Resolute                     | |
| Nanisivikmijn         | 1976 - 2002 | lood en zink              | In Nanisivik, vlak bij Arctic Bay                                         | De vroegere eigenaar was Breakwater Resources Ltd                                                                              |
| Rankin Nickel Mine    | 1957 - 1962 | nikkel, koper en platinum | bij Rankin Inlet                                                          | |
| Jericho Diamantmijn   | 2006 - 2008 | diamant                   | 400 km ten noordoosten van Yellowknife                                    | produceerde diamanten vanuit de bestaande voorraad. Geen nieuwe mijnbouw en dus gesloten                                       |
| Doris North Gold Mine | ? - 2013    | goud                      | ?                                                                         | Eigendom van Newmont Mining. Er werd gemijnd op zo'n 3 km diepte, niets werd gefreesd of verwerkt. Verkocht aan TMAC Resources |

### Transportbedrijf
Het enige transportbedrijf is de Northern Transportation Company, eigendom van Norterra, een holding die ook gedeeltelijk eigendom is van de Inuvialuit van de Northwest Territories en de Inuit van Nunavut.

### Hernieuwbare energie

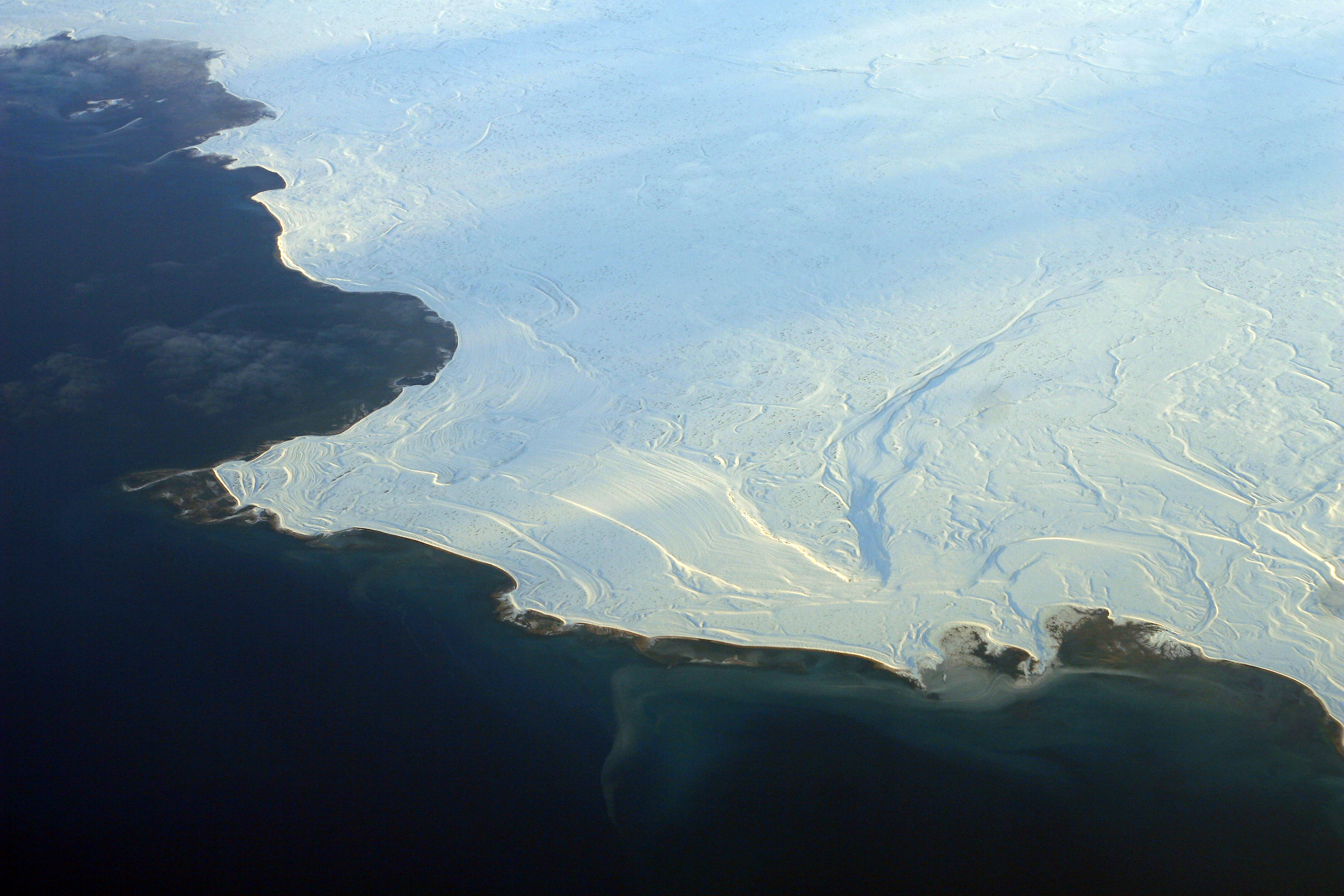
De open oceaan in Noord Canada (foto uit Nunavut), absorbeert meer zonneschijn, terwijl zee-ijs meer reflecteert, waardoor het bevriezen versnelt.

Op dit moment hebben de meeste mensen in Nunavut dieselolie als energiebron om hun generators te doen werken en hun huizen te verwarmen, met fossiele brandstof die geleverd wordt vanuit Zuid Canada per vliegtuig of boot omdat er weinig tot geen wegen en geen spoorwegen naar de regio zijn. Er is een inspanning van de overheid om meer hernieuwbare energiebronnen te gebruiken, die meestal positief onthaald worden door de gemeenschap.
Dit positieve onthaal is er vooral omdat Nunavut de gevolgen van de opwarming van de Aarde begint te voelen. “Klimaatverandering treft ons allen,” zei de Nunavutse premier Eva Aariak. “Het beïnvloedt onze jagers, de dieren, het verdunnen van het ijs is een grote zorg, net als de erosie door het smelten van het permafrost.” In de regio gebeurt de opwarming van de aarde ongeveer dubbel zo snel als in de rest van de wereld, volgens het Intergovernmental Panel on Climate Change van de VN. Op Ellesmere-eiland zijn gemummificeerde Metasequoiabomen die tot 45 miljoen jaar oud zijn, wat bewijs is voor een vroeger warmer klimaat.

## Bestuur en politiek

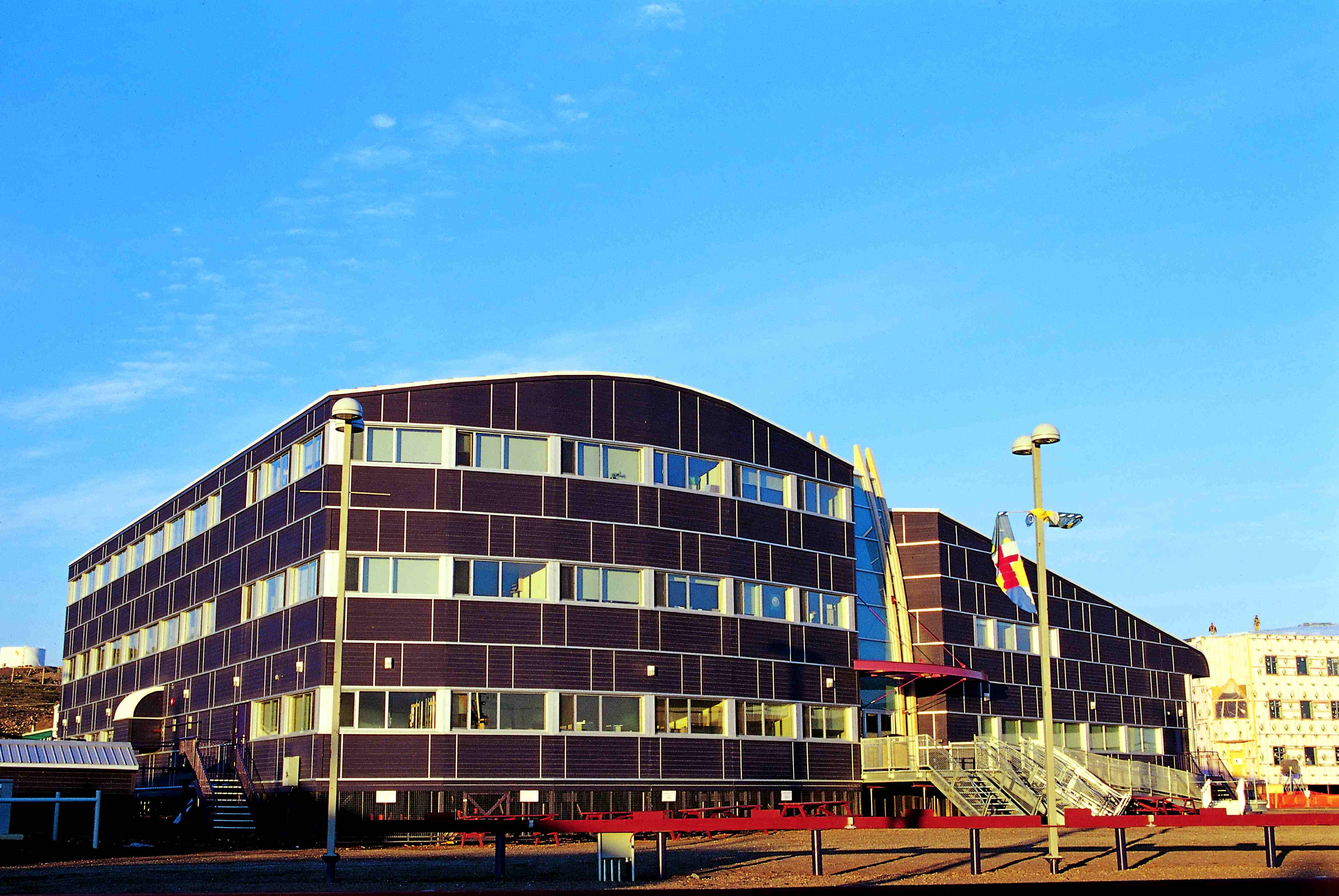
Wetgevend parlementsgebouw in Iqaluit

Nunavuts' uitvoerende leider (Chief Executive) is een commissaris aangesteld door de federale minister van Indiaanse zaken en ontwikkeling van het noorden. Net als in de andere territoria is de rol van de commissionaris symbolisch en analoog aan die van de luitenant-gouverneur. Terwijl de Commissaris formeel gezien geen afgevaardigde is van Canada's staatshoofd, is er wel een rol die ruwweg overlapt aan deze positie ten opzichte van de Canadese Kroon.
Nunavut verkiest één lid voor het Canadese Lagerhuis. Dit maakt van Nunavut het grootste politieke gebied ter wereld dat slechts een parlementslid levert voor het nationale parlement.
De leden van de eenkamerstelselige Uitvoerende Overheid van Nunavut zijn individueel verkozen. Er zijn geen partijen en de legislatuur is gebaseerd op consensus. Het hoofd van de overheid, de premier van Nunavut, is verkozen door de leden van de uitvoerende overheid. Sinds 14 november 2008 is Eva Aariak de premier.
Wegens kritiek op het beleid van voormalig Premier Paul Okalik, zette deze een adviesraad op bestaande uit 11 ouderen, wiens functie erin bestaat om te helpen met de incorporatie van de "Inuit Qaujimajatuqangit" (Inuitcultuur en traditionele kennis, vaak door Engelstaligen naar verwezen als "IQ") in de politieke en gouvernementele beslissingen binnen het territorium.
Wegens Nunavuts enorme grootte, is het doel van de overheid om het bestuur te decentraliseren uit de hoofdstad. Drie regio's – de Kitikmeotregio, Kivalliqregio en Qikiqtaalukregio – zijn de basis voor een meer lokale administratie, alhoewel deze regio's zelf geen bestuur hebben.
Het territorium heeft een jaarlijks budget van 700 miljoen Canadese dollar, bijna volledig verstrekt door de Canadese overheid. Voormalig Canadees premier Paul Martin stelde steun aan Noord Canada als een van zijn prioriteiten voor 2004, met een extra 500 miljoen Canadese dollar die verspreid zou worden over de drie territoria.
In 2001 werkten de regeringen van New Brunswick, de federale overheid en het technologiebedrijf SSI Micro om Qiniq te lanceren. Qiniq is een uniek netwerk dat satellietlevering gebruikt om breedband internettoegang te verstrekken aan 24 gemeenten in Nunavut. Als resultaat werd het territorium in 2006 als een van 's werelds "Smart 25 Communities" (Slimme 25 Gemeenschappen) benoemd door het Intelligent Community Forum, een wereldwijde organisatie die vooruitgang in de breedbandtechnologie bekroont.
In september 2012, verwelkomde Premier Eva Aariak Prins Edward en zijn vrouw Sophie Rhys-Jones in Nunavut als deel van de evenementen rond het diamanten regeringsjubileum van Elizabeth II.

### Autokentekenplaten
De autokentekenplaat van Nunavut is oorspronkelijk gecreëerd in de Northwest Territories in de jaren 1970. Deze nummerplaat was jarenlang wereldberoemd omdat het in plaats van de gewoonlijke vorm van een rechthoek de vorm van een ijsbeer had. Nunavut moest van de Northwest Territories dezelfde kentekenvorm gebruiken bij de invoering van eigen kentekenplaten in 1999 toen het zelf een territorium werd, maar het nam in maart 2012 zijn eigen kentekendesign aan dat werd gelanceerd in augustus 2012. Het is een rechthoekige plaat waarop het noorderlicht, een ijsbeer en een inuksuk staan.

### Vlag en wapenschild
De vlag en het wapenschild van Nunavut (te zien in het kader bovenaan de pagina) werden ontworpen door Andrew Karpik uit Pangnirtung.

## Cultuur

### Muziek

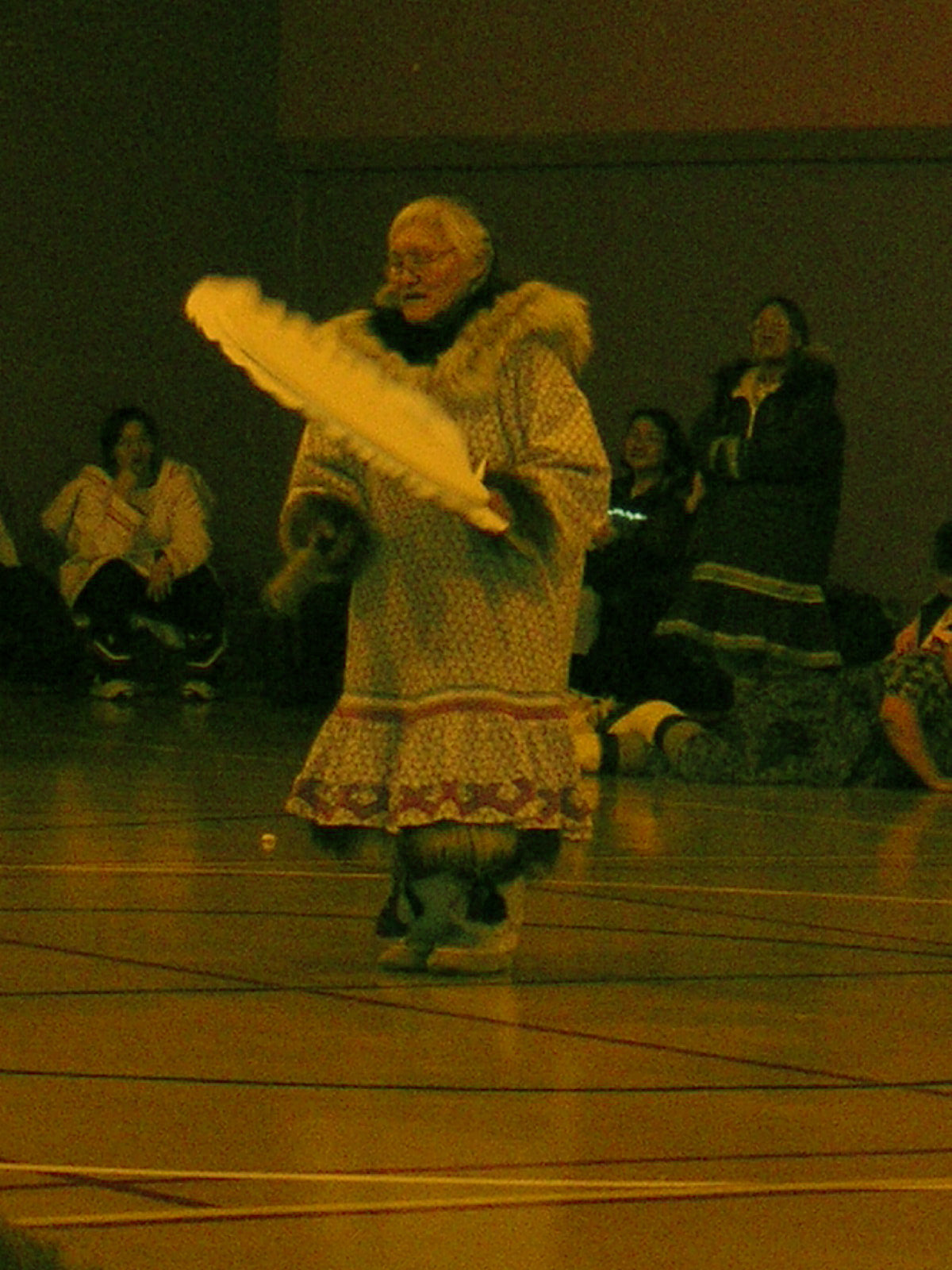
Een Inuit voert een drumdans uit in Gjoa Haven

De inheemse muziek van Nunavut omvat Inuits keelzingen en dans geleid op drums, samen met countrymuziek, bluegrass, square dance, de knopaccordeon en de fiddle, een infusie van de Europese invloed.

### Media
De Inuit-omroepcorporatie is gevestigd in Nunavut. In het gebied kan ook het Nunatsiaq News en het Nunavut News/North ontvangen worden. Deze worden verzorgd door Northern News Services, dat ook het Kivalliq News uitzendt. Breedbandinternet wordt beschikbaar gesteld door Qiniq en Northwestel door gebruik te maken van Netkaster.

### Film
Het filmproductiebedrijf Isuma is gevestigd in Igloolik. Het werd mede opgericht door Zacharias Kunuk en Norman Cohn in 1990 en het bedrijf produceerde in 1999 de film Atanarjuat die de Camera d'Or (prijs voor beste featurefilm) op het filmfestival van Cannes in 2001. Het was de eerste featurefilm die volledig geschreven, geregisseerd en geacteerd werd in het Inuktitut.
In november 2006 maakte het National Film Board of Canada (NFB) en de Inuit Broadcasting Corporation de start van het Nunavut Animation Lab bekend, dat animatietraining geeft aan jonge artiesten uit Nunavut in workshops in Iqaluit, Cape Dorset en Pangnirtung. Een van de bekendste films van het Nunavut Animation Lab is Lumaajuuq uit 2010 van Alethea Arnaquq-Baril. Deze film won de Best Aboriginal Award en de Golden Sheaf Awards en werd ook het beste Canadese Kortdrama genoemd op het imagineNATIVE Film + Media Arts Festival.
In november 2011 maakten de regering van Nunavut en het NFB tezamen de lancering van een dvd en ook een online collectie bekend getiteld Unikkausivut (Inuit voor "het delen van onze verhalen"). In deze collectie zullen meer dan 100 NFB films die door en over Inuit gemaakt zijn beschikbaar zijn in het Inuktitut, Inuinnaqtun en andere Inuittalen, en ook in het Engels en Frans. De regering van Nunavut levert Inukkausivut ook aan iedere school in Nunavut.

### Podiumkunsten
Artcirq is een collectief van Inuitse circusacteurs die gestationeerd zijn in Igloolik. Deze groep heeft al over de hele wereld optredens gegeven, waaronder op de Olympische Winterspelen van 2010 in Vancouver.

### Nunavummiut (bekende inwoners)
Susan Aglukark is een Inuitse zangeres en liedschrijfster. Ze heeft zes albums uitgebracht en heeft al meerdere Juno Awards gewonnen. Ze vermengt het Inuktitut en het Engels met hedendaagse popmuziek en vertelt daarin de verhalen van haar volk, de Inuit van de Arctische gebieden.
Op 3 mei 2008 bracht het Kronos Quartet, in samenwerking met de Inuitse keelzangeres Tanya Tagaq, een stuk uit, genaamd Nunavut, en gebaseerd op een Inuits volksverhaal. Tanya is ook wereldwijd gekend omwille van haar samenwerking met het IJslandse popidool Björk.
Jordin John Kudluk Tootoo (Inuktitut: ᔪᐊᑕᓐ ᑐᑐ; geboren op 2 februari 1983 te Churchill (Manitoba)) is een professionele ijshockeyspeler die speelt bij de Detroit Red Wings uit de NHL. Alhoewel hij in Manitoba geboren is, groeide hij op in Rankin Inlet waar zijn vader Barney hem leerde schaatsen en ijshockeyen.